# پارک ملی کواپنیت
پارک ملی کواپنیت (به لاتین: Kuapnit Balinsasayao National Park) یک پارک ملی در فیلیپین است که در لیته (جزیره) واقع شده‌است.